# Loudon (New Hampshire)
Loudon – miasto w Stanach Zjednoczonych, w stanie New Hampshire, w hrabstwie Merrimack.